# ريكو ماتسودا
ريكو ماتسودا (باليابانية: 松田 陸) (24 يوليو 1991 في أوساكا في اليابان – )؛ هو لاعب كرة قدم ياباني سابق كان يلعب كمدافع.

## وصلات خارجية
- ريكو ماتسودا على موقع رابطة كرة القدم اليابانية للمحترفين (اليابانية)
- ريكو ماتسودا على موقع إي إس بي إن إف سي (الإنجليزية)
- ريكو ماتسودا على موقع قاعدة بيانات كرة القدم.إي يو (الإنجليزية)
- ريكو ماتسودا على موقع Soccerbase.com (لاعب) (الإنجليزية)
- ريكو ماتسودا على موقع Soccerway.com (الإنجليزية)
- ريكو ماتسودا على موقع عالم كرة القدم.نت (الإنجليزية)
- ريكو ماتسودا على موقع كووورة